# Theo Tams
Theo Tyson Tams (ur. 12 lipca 1985 w Lethbridge) – kanadyjski piosenkarz, zwycięzca szóstej edycji talent show Canadian Idol (kanadyjskiego odpowiednika popularnego w Polsce Idola).

## Życiorys
Dojrzewał w Coaldale w Południowej Albercie, uczęszczał do Immanuel Christian High School w Lethbridge. W szkole średniej grał na trąbce, a także samodzielnie uczył się gry na pianinie. Przed udziałem w programie Canadian Idol był studentem University of Lethbridge, gdzie studiował muzykę poważną i psychologię. Postanowił przerwać naukę na rzecz kariery w branży muzycznej.
Pomimo iż na ogół albumy zwycięzców światowych edycji Idola ukazują się w okresie około dwóch miesięcy po odniesieniu wygranej w show, Tams poświęcił nagrywaniu debiutanckiej płyty zdecydowanie więcej czasu. Album Give It All Away wydano − nakładem wytwórni Sony Music Canada − dopiero 19 maja 2009 roku, złożyło się nań trzynaście utworów, siedem z których było kompozycjami współautorstwa Tamsa. Wcześniej, w 2005 roku, wydany został także minialbum artysty zatytułowany Unexpected.
Tams zdeklarował się jako homoseksualista jeszcze w trakcie trwania programu Canadian Idol. Mieszka w rodzimym Lethbridge.

## Dyskografia
| 2009                                                  | Give It All Away - data premiery: 19 maja 2009 - wytwórnia: Sony Music Canada - format: CD, digital download        | 29 | 20 |
| 2010                                                  | Taking It All Back - data premiery: kwiecień/maj 2011 - wytwórnia: Sony Music Canada - format: CD, digital download | −  | −  |
| "−" oznacza, że album nie był notowaniu w zestawieniu | |    |    |

| Rok  | Album |
| ---- | --- |
| 2005 | Unexpected - data premiery: 2005 - wytwórnia: Independent - format: EP, self-publishing                          |
| 2008 | Christmas Dream - data premiery: 25 listopada 2008 - wytwórnia: Sony Music Canada - format: EP, digital download |

### Single
| 2007                                                   | "Sing"                              | 2  | 12 | 9 | −  | Give It All Away |
| 2008                                                   | "Christmas Dream"                   | −  | 69 | − | −  | Christmas Dream  |
| 2008                                                   | "Christmas (Baby Please Come Home)" | −  | −  | − | 43 | Christmas Dream  |
| 2009                                                   | "Lazy Lovers"                       | 14 | 88 | − | 8  | Give It All Away |
| 2009                                                   | "Wait for You"                      | −  | −  | − | 14 | Give It All Away |
| 2009                                                   | "Do You Hear What I Hear?"          | −  | 63 | − | 1  | −                |
| 2010                                                   | "Manhattan Blue"                    | −  | 22 | − | −  | Give It All Away |
| "−" oznacza, że singel nie był notowaniu w zestawieniu |                                     |    |    |   |    |                  |

## Trasy koncertowe
- 2008: Canadian Idols LIVE! Tour 2008
- 2009: Give It All Away Tour
- 2010: Taking It All Back Tour

## Nagrody i wyróżnienia
| Rok  | Nagroda                    | Kategoria | Rezultat  |
| ---- | -------------------------- | --- | --------- |
| 2009 | Gemini Award               | najlepsze prowadzenie lub najlepszy występ w programie telewizyjnym (za występ z utworem "Sweet Ones" w trakcie talent show Canadian Idol) | nominacja |
| 2010 | Canadian Radio Music Award | artysta mainstreamowy | nominacja |